# Brzeźnica (województwo śląskie)
Brzeźnica (niem. Bresnitz; Eichendorffmūhl (1938-1945)) – wieś w Polsce, w województwie śląskim, w powiecie raciborskim, w gminie Rudnik. Miejscowość znajduje się w południowo-wschodniej części gminy. Jej powierzchnia wynosi 7,15 km², liczy 561 mieszkańców.
Brzeźnica pierwszy raz wzmiankowana była w 1416 r., jednak już około IX w. p.n.e. znajdowało się tutaj cmentarzysko ciałopalne związane z grodem, który istniał na terenie obecnych Łubowic. Miejscowość stanowi jednostkę pomocniczą gminy: sołectwo Brzeźnica, w którego skład nie wchodzi już żadna inna miejscowość. We wsi znajduje się pierwsze w województwie śląskim dwujęzyczne przedszkole, z językiem niemieckim, a także klub zapaśniczy „Dąb”, którego zawodnicy wchodzą w skład kadry szkolenia olimpijskiego i kadry narodowej Polskiego Związku Zapaśniczego.
Układ wsi stanowią trzy ulice: Górna, Kozielska oraz Leśna.

## Geografia

### Położenie
Brzeźnica leży w Kotlinie Raciborskiej, w południowo-zachodniej części województwa śląskiego, nad Odrą. Położona jest na pagórkowatym terenie na lewym brzegu rzeki.
Pod względem administracyjnym wieś należy do gminy Rudnik (leży w jej południowo-wschodniej części), powiatu raciborskiego i województwa śląskiego.
Od północnego zachodu graniczy z Czerwięcicami, od południowego zachodu z Rudnikiem, który jest siedzibą władz gminy. Od południa Brzeźnica graniczy z Raciborzem, a dokładniej jego dzielnicą – Miedonią. Północno-wschodnią granicę dzieli z Ligotą Książęcą, a wschodnią przez rzekę Odrę z wsią Łęg.

### Warunki naturalne
Brzeźnica otoczona jest ze wszystkich stron polami uprawnymi. Dodatkowo od strony zachodniej, między Czerwięcicami a Brzeźnicą, znajduje się las, głównie liściasty, miejscami mieszany; od wschodniej strony, równolegle do miejscowości przepływa rzeka Odra. Na północnym wschodzie oraz południowym wschodzie znajdują się także niewielkie obszary leśne. Przez wieś przepływa strumyk, który swoje źródło ma w Czerwięcicach. Strumień ten zasila m.in. młyn wodny.

### Warunki klimatyczne
Klimat we wsi Brzeźnica jest łagodny z uwagi na sąsiedztwo z rzeką Odrą, rozciągające się od zachodu kompleksy leśne województwa opolskiego, a także z racji położenia gminy Rudnik przy wylocie Bramy Morawskiej, z której napływają masy wilgotnego i ciepłego powietrza. Średnia roczna temperatura waha się między 7 °C a 8 °C. W lipcu, który jest najcieplejszym miesiącem, temperatura waha się od 17 do 18 °C, a w najzimniejszym – styczniu waha się między 2 °C a 3 °C. Czas trwania okresu wegetacyjnego wynosi od ok. 210 do 230 dni, a przymrozki trwają od 60 do 100 dni w ciągu roku, natomiast pokrywa śnieżna zalega od 60 do 90 dni. Opad śródroczny oscyluje wokół 600–900 mm. Wiatry są przeważnie słabe, ok. 42% wieje z kierunku zachodniego i południowo-zachodniego, przynosząc ciepłe masy powietrza z Europy Zachodniej i basenu Morza Śródziemnego. Średnia prędkość wiatru w ciągu roku wynosi ok. 2,2 m/s.

## Nazwa
Nazwa wsi wywodzi się ze staropolskiego określenia oznaczającego brzozowy las. Według niemieckiego językoznawcy Heinricha Adamy’ego pochodzi ona od polskiej nazwy drzewa liściastego – brzozy – von brzoza, brzezina = Birke. W swoim dziele o nazwach miejscowych na Śląsku wydanym w 1888 roku we Wrocławiu wymienia pierwotną nazwę w polskiej formie „Brzeźnice” podając jej znaczenie „Birkenwalde”, czyli w tłumaczeniu „Brzozowy las”.
W 1416 r. wieś wzmiankowana była jako Breznicze. Niemcy fonetycznie zgermanizowali nazwę na Bresnitz w wyniku czego utraciła ona swoje pierwotne znaczenie. W latach 1935–1945 nazistowska administracja III Rzeszy ze względu na polskie pochodzenie nazwy zmieniła ją na nową, całkowicie niemiecką Eichendorffmühl nadaną na cześć niemieckiego poety – Josepha von Eichendorffa, a dokładniej młyna wodnego do którego przybywał, mieszkała tam bowiem córka młynarza, jego ukochana.

## Historia

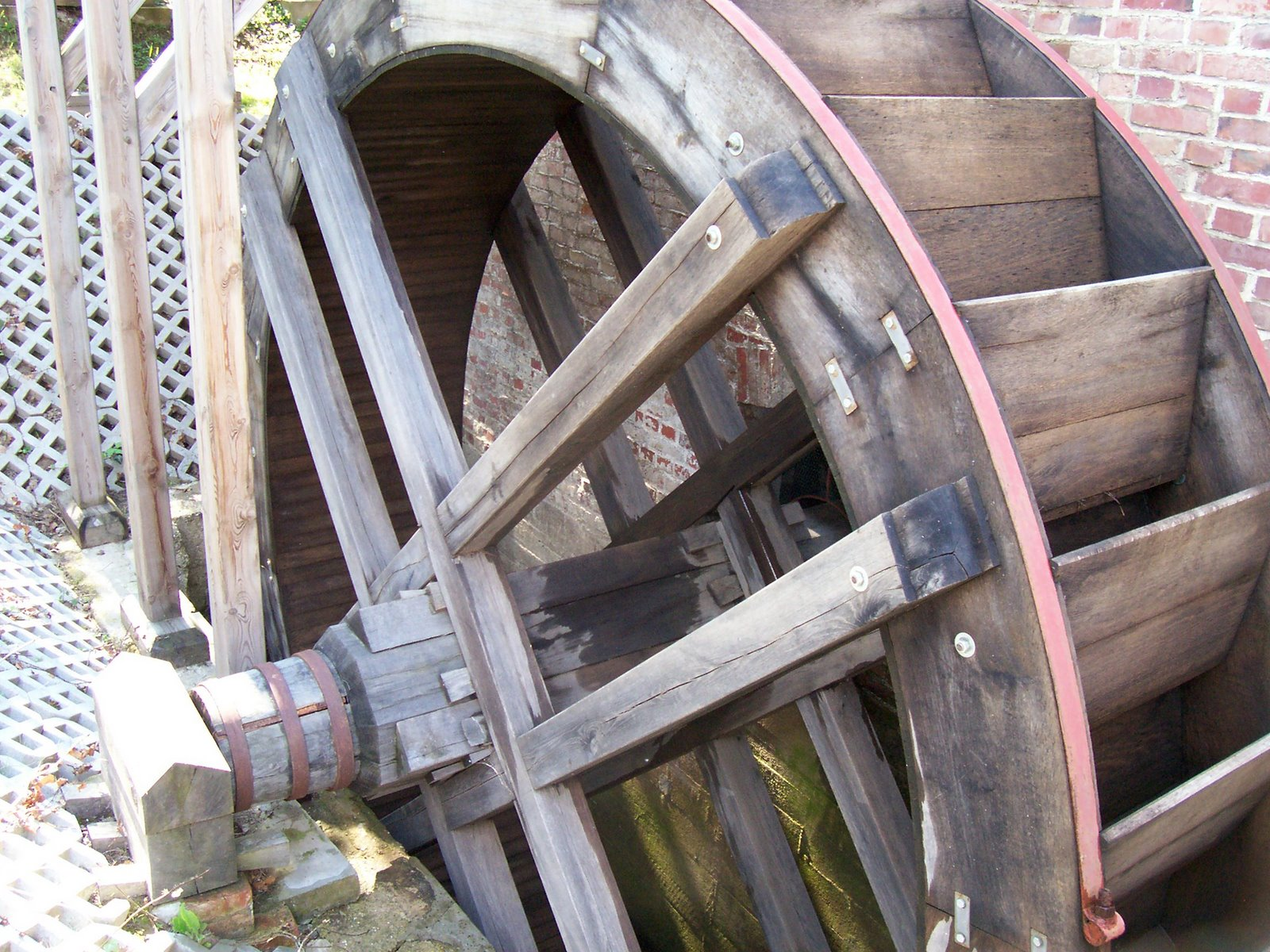
Młyn – koło wodne

W okresie kultury łużyckiej na wzgórzu, które graniczy z Łubowicami, znajdowało się cmentarzysko ciałopalne, które było związane z grodem z IX–VII w. p.n.e. Istnienie cmentarzyska na terenie obecnych Łubowic potwierdziły badania archeologiczne prowadzone przez Jana Chochorowskiego.
Wieś powstała na przełomie XIII i XIV wieku. Brzeźnica od początku swojego istnienia należała do Górnego Śląska, a ściślej Księstwa Raciborskiego. Pierwszy raz była wzmiankowana w 1416 r., kiedy została przeniesiona kolegiata z kaplicy zamkowej do kościoła pw. Wniebowzięcia Najświętszej Maryi Panny w Raciborzu. Wówczas Jan II Żelazny uposażył dziesięciną z folwarków w Brzeźnicy oraz Miedoni kanonię w kapitule raciborskiej. 12 stycznia 1445 r. folwark został przekazany Małgorzacie z Szamotuł herbu Nałęcz przez jej męża Wacława Przemyślidę. Następnie wieś jako zastaw trafiła w ręce szlachcica Mateusza Osińskiego, który w 1477 r. zadecydował, że dziesięcina z tej wsi będzie trafiać do kościoła kolegiackiego w Raciborzu.
15 stycznia 1501 r. wieś stała się własnością kanclerza Krzysztofa Tiachowskiego, który miał ją w posiadaniu przez ponad dwadzieścia lat. Ostatecznie, 17 stycznia 1524 r. trafiła w ręce szlachcica Mikołaja Holego, który był już właścicielem Ponięcic, Błażejowic, Witosławic i Sławikowa. W latach 1530–1533 okoliczne folwarki należały do brata Mikołaja – Zdzisława von Holy. W 1533 r. wieś stała się własnością Jana Czapli, a następnie jego siostry – Anny, która otrzymała ją od niego za darmo. W 1565 r. Brzeźnicę kupił Hynek Petrowicz Chorwat von Wiecza, a po jego śmierci właścicielką wsi została jego córka – Joanna.

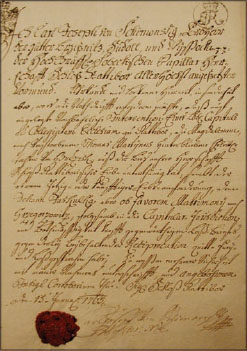
Dokument wydany w styczniu 1765 roku przez brzeźnickiego pana, Karola Józefa von Schimonsky na zamku raciborskim skierowany do kolegiaty przy kościele Wniebowzięcia Najświętszej Maryi Panny w Raciborzu

W 1602 r. Wacław Trach, pan na Kornicach odkupił Brzeźnicę od córki Hynka Pietrowicza Chowata von Wiecze za sumę dziesięciu tysięcy dwustu talarów. W październiku 1645 r. wieś znów zmieniła właściciela na Małgorzatę Dzierżanowską, która zapłaciła za nią osiem tysięcy talarów i sto dukatów. Zbudowała tam także na niewielkim wzniesieniu pałac, który wraz z wsią podarowała w 1667 r. swojemu pasierbowi – Fryderykowi Jarockiemu oraz synowi – Janowi Krzysztofowi Dzierżanowskiemu i w taki sposób wieś podzieliła się na Brzeźnicę Dolną i Górną. W 1671 r. Brzeźnica Dolna stała się własnością Jana Ferdynanda Larischa, dzierżawcy Borucina, który odkupił ją od Jana Krzysztofa Dzierżanowskiego po śmierci jego siostry, Katarzyny. Zobowiązał on również nowego właściciela do wypłacania corocznej renty w wysokości sześćdziesięciu talarów dla swojego ojca, Adama Dzierżanowskiego. Po śmierci Fryderyka Jarockiego, właściciela Brzeźnicy Górnej w 1678 r. jego majątek został wystawiony na licytację, którą wygrało małżeństwo: Katarzyna z domu Larisch oraz Jerzy Kozłowski, pan na Pilchowicach i Ćwiklicy. W 1689 r. Brzeźnica Dolna została sprzedana Hynkowi Wacławowi Larischowi. W 1696 r. dziedzic po Jerzym Kozłowskim i Katarzynie z domu Larish sprzedał Brzeźnicę Górną Johannowi Schippowi von Branitz. W 1698 r. we wsi istniała szkoła.
W 1703 r. Brzeźnica Dolna stała się własnością Johanna Schippa von Branitza i w ten sposób wieś została znów połączona. 28 października 1704 r. wieś nabył Florian Szymon Ehrenkron, a w 1725 r. jego dobra obejmowały pałac z ogródkiem kuchennym, w którym sadzono warzywa i zioła, folwark z ogrodem, browar oraz sad. W brzeźnickim pałacu urodził się w 1752 r. późniejszy biskup wrocławski Emmanuel von Schimonsky (zm. 1832). Ksiądz doktor Augustin Weltzel w XIX wieku wzmiankował kaplicę, usytuowaną naprzeciw pałacu, w której ustanowiony kapelan odprawiał codziennie z wyjątkiem Bożego Narodzenia, Wielkanocy, Wniebowstąpienia, Zielonych Świątek, Bożego Ciała i odpustu w Łubowicach msze święte dla właścicieli, ich gości oraz służby. Oprócz tego ustanowiony kapelan za zgodą łubowickiego proboszcza mógł udzielać sakramentów chrztu, ślubu oraz odprawiać obrzędy pogrzebu. Wzmianki o brzeźnickim kapelanie pochodzą z 1798 r., w późniejszych latach kaplica została przerobiona na szopę. W XVIII wieku wieś została wcielona do Królestwa Pruskiego.
Po śmierci Floriana Szymona Ehrenkrona majątek odziedziczyła jego córka, Maria Eleonora, żona Karola Józefa Schimonsky na Wachowie. Rodzina ta posiadała wieś do 1817 r., a następnie sprzedała ją Wilhelmowi Gottlobowi von Wrochem. W 1867 r. wieś trafiła w ręce księcia raciborskiego Wiktora I. Jego spadkobiercy posiadali ją do 1945 r. W XIX wieku we wsi funkcjonowały dwa wiatraki oraz dwa młyny wodne, gościem jednego z nich bywał Joseph von Eichendorff.
Po plebiscycie w 1921 r. Brzeźnica pozostała w państwie niemieckim. Wiosną 1945 r. w wyniku działań wojennych został zniszczony pałac, a wieś przejęły wojska radzieckie. Po II wojnie światowej Brzeźnica została wcielona do państwa polskiego. W latach 1958–1972 należała do Gromady Łubowice. W latach 1975–1998 miejscowość administracyjnie należała do województwa katowickiego. W 2004 r. w Brzeźnicy powstało pierwsze w województwie śląskim dwujęzyczne (z językiem niemieckim) przedszkole. 27 sierpnia 2006 r. uruchomiono młyn wodny związany z postacią niemieckiego poety Josepha von Eichendorffa.

## Demografia
W 2016 roku w Brzeźnicy ludność w wieku przedprodukcyjnym na 100 mieszkańców wynosiła 17,81, co uplasowało wieś powyżej średniej w gminie (16,95). Natomiast ludność w wieku produkcyjnym wynosiła 65,56 (średnia w gminie – 66,90), a w wieku poprodukcyjnym – 16,63 (średnia w gminie – 16,25). Stosunek mieszkańców w wieku poprodukcyjnym do mieszkańców w wieku produkcyjnym wynosił 25% (średnia w gminie – 24%). Mediana wieku mieszkańców wynosi 47 lat (średnia w gminie – 47,11).
| Rok  | Liczba ludności | Gęstość zaludnienia (os./km²) |
| ---- | --------------- | ----------------------------- |
| 2004 | 597             | 83,5                          |
| 2011 | 553             | 77,3                          |
| 2016 | 511             | 71,47                         |

## Transport
Do Brzeźnicy prowadzą dwie drogi powiatowe: 1,7 km do Raciborza oraz 1,6 km do Ligoty Książęcej, która wiedzie dalej do drogi wojewódzkiej nr 421. Oprócz tego dwie drogi gminne prowadzą do drogi krajowej nr 45.
Znajdują się tu trzy przystanki autobusowe. Miejscowość łączy z Raciborzem, Sławikowem, Rudnikiem i Łanami komunikacja autobusowa i busowa. Oprócz tego Brzeźnica ma jeszcze połączenie z Lasakami.
Najbliższe stacje kolejowe to: Racibórz (8 km), Racibórz Markowice (6 km) oraz Nędza (6 km).

## Infrastruktura i gospodarka
W miejscowości znajduje się m.in. remiza Ochotniczej Straży Pożarnej z jednym wozem strażackim – GBAM 2/16+8. Oprócz tego we wsi działa zespół szkolno-przedszkolny, sklep spożywczo-przemysłowy oraz piekarnia. Najbliższe ośrodki zdrowia mieszczą się w Rudniku oraz Łubowicach, a w Szonowicach jest oprócz tego punkt lekarski. Punkty apteczne znajdują się w Rudniku oraz Łubowicach. Najbliższy urząd pocztowy mieści się w Rudniku (kod 47-411), a ponadto w Łubowicach jest agencja pocztowa.
Miejscowa ludność zajmuje się głównie uprawą pszenicy, owsa, kukurydzy i rzepaku oraz hodowlą trzody chlewnej, bydła domowego, królików, kur, koni oraz gołębi. Oprócz tego we wsi znajduje się kurza ferma oraz przedsiębiorstwo produkujące podłoże dla grzybów.
Wieś korzysta z ujęcia wody podziemnej znajdującego się pod Rudnikiem, a obsługiwanego przez Zakład Wodociągów i Usług Komunalnych w Rudniku. Brzeźnica nie ma sieci kanalizacyjnej. Miejscowość związana jest z telefoniczną strefą numeracyjną Raciborza (32). Wieś nie jest objęta siecią gazu rozdzielczego, a braki z tym związane zaspokajane są gazem z butli propan-butan. W Brzeźnicy prowadzona jest również zbiórka odpadów wtórnych do specjalnych worków, które można nabyć u sołtysa.

## Kultura, oświata i sport
Miejscem upowszechniania kultury jest remiza Ochotniczej Straży Pożarnej. We wsi znajduje się mniejszość niemiecka skupiona w Towarzystwie Społeczno-Kulturalnym Niemców, tzw. DFK, które także organizuje imprezy kulturalne.
W Brzeźnicy znajduje się Zespół Szkolno-Przedszkolny przy ulicy Kozielskiej 41, w którym w roku szkolnym 2004/2005 uczyło się 86 uczniów. W skład Zespołu Szkolno-Przedszkolnego wchodzą: szkoła podstawowa oraz dwujęzyczne przedszkole (z językiem niemieckim), które było pierwszą taką placówką w województwie śląskim (powstało w 2004 r.) i jedną z sześciu w Polsce. W szkole podstawowej oprócz języka obcego, którym jest angielski, ze względu na mniejszość niemiecką można dobrowolnie uczyć się języka niemieckiego w wymiarze trzech godzin tygodniowo. Szkoła ma własną świetlicę oraz bibliotekę, nie ma sali gimnastycznej. Przy Zespole Szkolno-Przedszkolnym działa Stowarzyszenie Oświatowe Wsi Brzeźnica, którego zadaniem jest wspomaganie placówki poprzez wyszukiwanie programów pomocowych oraz pozyskiwanie środków z zewnątrz. Najbliższe szkoły gimnazjalne znajdują się w Rudniku, Szonowicach, Grzegorzowicach i Raciborzu. Najbliższe szkoły ponadgimnazjalne znajdują się w Raciborzu i Kuźni Raciborskiej.
We wsi działa Ludowy Klub Sportowy „Dąb”, który głównie specjalizuje się w zapasach w stylu wolnym. Członkowie klubu powoływani są do kadry olimpijskiej. Z klubu wywodzą się takie zapaśniczki jak Sylwia Bileńska, która w 2004 r. zdobyła tytuł akademickiej mistrzyni świata czy Sara Jezierzańska, która w 2007 r. wywalczyła srebro na zapaśniczych mistrzostwach Europy kadetek. Zawodnicy klubu mają w swoim dorobku (do 2007 r.) łącznie: 144 medale, w tym 59 złotych, 43 srebrne oraz 42 brązowe. Klub wyposażony jest w salę sportową przy ulicy Sportowej 1.

## Religia
Brzeźnica należy do parafii Narodzenia Najświętszej Maryi Panny w Łubowicach, która znajduje się w dekanacie raciborskim w diecezji opolskiej. W samej Brzeźnicy znajdują się trzy kapliczki. Najstarsza usytuowana jest przy ulicy Kozielskiej i pochodzi z XIX wieku, charakteryzuje się ostrołukowym wnętrzem. Druga powstała w 1929 r. jako wotum dziękczynne za powrót syna Adolfa Marlowskiego z I wojny światowej. Trzecia kapliczka znajduje się przy ulicy Leśnej i jest poświęcona Świętej Rodzinie. W tym miejscu 1 stycznia odprawiana jest msza święta odpustowa.

## Zabytki i obiekty turystyczne

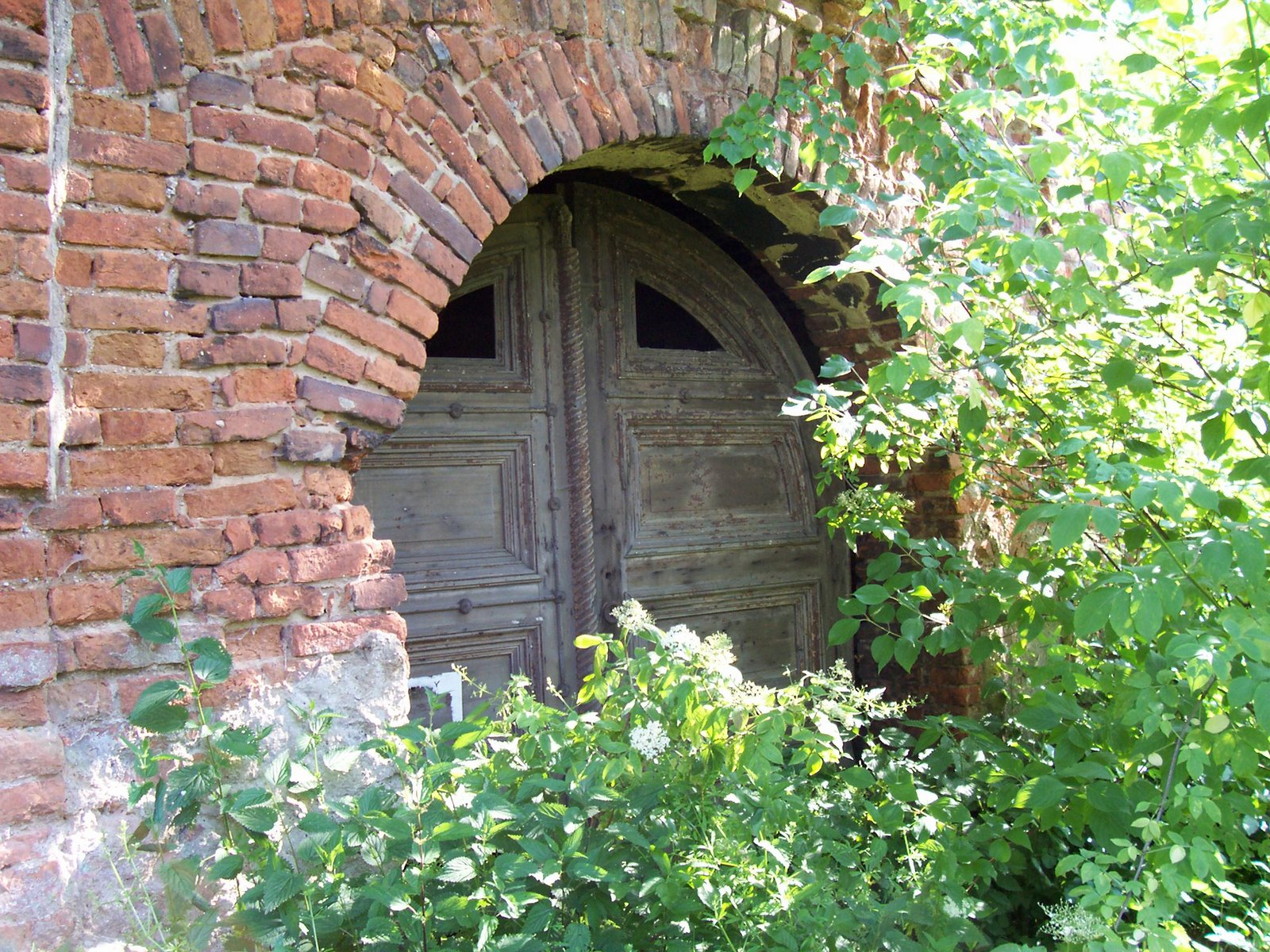
Ruiny pałacu z 1645 r.

### Zabytki
Przy ul. Kozielskiej znajdują się wpisane do wojewódzkiego rejestru zabytków (A/Op-651/59) ruiny barokowego pałacu z I połowy XIX wieku. Pałac wybudowano w 1645 r. przez Małgorzatę Dzierżanowską, budowla zaprojektowana na planie prostokąta była murowana i otynkowana, wokół ruin rozciąga się park z okazami starodrzewu. Na terenie dawnego folwarku znajduje się wpisany do wojewódzkiego rejestru zabytków (A/1752/1815/98 z 31.12.1998) spichlerz, który pochodzi z XIX wieku. Budowla ma dwie kondygnacje. Przy wjeździe do dawnych zabudowań folwarcznych stoi wpisana do wojewódzkiego rejestru zabytków (B Op-169/59) kamienna, barokowa figura św. Jana Nepomucena. Figura stoi na marmurowym postumencie, który jest ujęty uproszczonymi, ściętymi wolutami, obecnie figura znajduje się na starym cmentarzu w Łubowicach.
Przy ul. Leśnej stoi młyn wodny z XVIII wieku. Młyn został zbudowany był z drewna i kamienia, obecnie na jego miejscu znajduje się murowana budowla z lat 20. XX wieku, młyn związany jest z postacią niemieckiego poety, Josepha von Eichendorffa. Przy ul. Kozielskiej znajduje się kapliczka z XIX wieku. Kapliczka ma ostrołukowe wnętrze.
Przy ul. Kozielskiej (nr 10) stoi krzyż kamienny z postacią Chrystusa na postumencie z niszą, w której jest figura Matki Boskiej Bolesnej. Krzyż pochodzi z końca XIX wieku. Przy tej samej ulicy (nr 24) znajduje się kapliczka domkowa, murowana, częściowo otynkowana. Kapliczka pochodzi z XIX wieku. We wsi znajduje się również kapliczka z 1929 r. wybudowana przez Adolfa Marklowskiego jako dziękczynienie za powrót syna z I wojny światowej
| Nr ewidencyjny            | Obiekt                             | Forma ochrony                      | Adres            |
| ------------------------- | ---------------------------------- | ---------------------------------- | ---------------- |
| A/Op-651/59               | Ruina dworu z II poł. XVII w.      | wpis do woj. rej. zabytków         |                  |
| A/1752/1815/98 31.12.1998 | Spichlerz dworski                  | wpis do woj. rej. zabytków         |                  |
|                           | kaplica, XIX w.                    | wpis do gminnej ewidencji zabytków | ul. Leśna        |
|                           | kapliczka domkowa murowana, XIX w. | wpis do gminnej ewidencji zabytków | ul. Kozielska 24 |
|                           | młyn, XIX w.                       | wpis do gminnej ewidencji zabytków | ul. Leśna        |

We wsi znajduje się stanowisko archeologiczne wpisane do wojewódzkiego rejestru zabytków (A-399/75). Odkryto tutaj osadę wielokulturową, a ślady pochodzą z epoki brązu, kultury łużyckiej, celtyckiej i średniowiecza. Oprócz tego znajduje się osiem stanowisk niewpisanych do rejestru, w których znaleziono ślady osadnicze z pradziejów, epoki kamienia, kultury łużyckiej, kultury przeworskiej, okresu rzymskiego i średniowiecza.
Na północy wsi znajduje się cmentarzysko ciałopalne kultury łużyckiej, związane z grodem funkcjonującym w IX–VI wieku p.n.e., mieszczącym się na terenie obecnych Łubowic.

### Szlaki turystyczne
- Trasa 9-N[34] trasa: Racibórz → Miedonia → Brzeźnica → Łubowice → Sławików
- Trasa 351-C[34] trasa: Pawłów → Rudnik → Brzeźnica → Czerwięcice

## Brzeźniczanie
Lista znanych osób związanych z Brzeźnicą:
- Karl Josef von Schimonsky – landrat powiatu raciborskiego
- Emmanuel von Schimonsky (1752–1832) – biskup wrocławski
- Joseph von Eichendorff (1788–1857) – poeta niemiecki epoki romantyzmu
- Karol Grzesik (1890–1940) – dowódca powstańczy, polityk, ofiara zbrodni katyńskiej
- Karol Grzesik (1900–1968) – powstaniec śląski
- Eryk Kusidło (1895-?) - powstaniec śląski
- Emil Morawiec (1899-1951) - powstaniec śląski
- Jan Wyglenda (1894–1973) – powstaniec śląski
- Bruno Kosak (ur. 1936) – polski polityk mniejszości niemieckiej, poseł na Sejm